# Walter Fischer (Biologe)

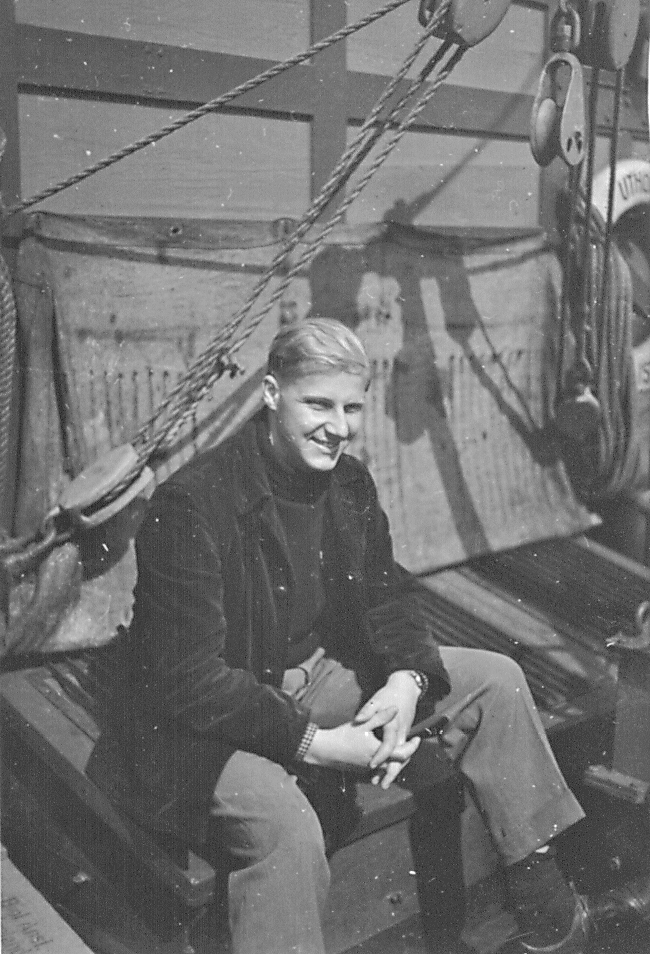
Walter Fischer auf Forschungsschiff, ca. 1955

Walter Fischer Kuntz (* 18. November oder 19. November 1929 in La Unión, Chile; † 9. August 2023 in Hofgeismar, Deutschland) war ein deutsch-chilenischer Biologe, dessen Fischbestimmungsbücher bis heute in vielen Ländern und Regionen für fischereiliche, biologische und ökologische Arbeiten genutzt werden.

## Leben

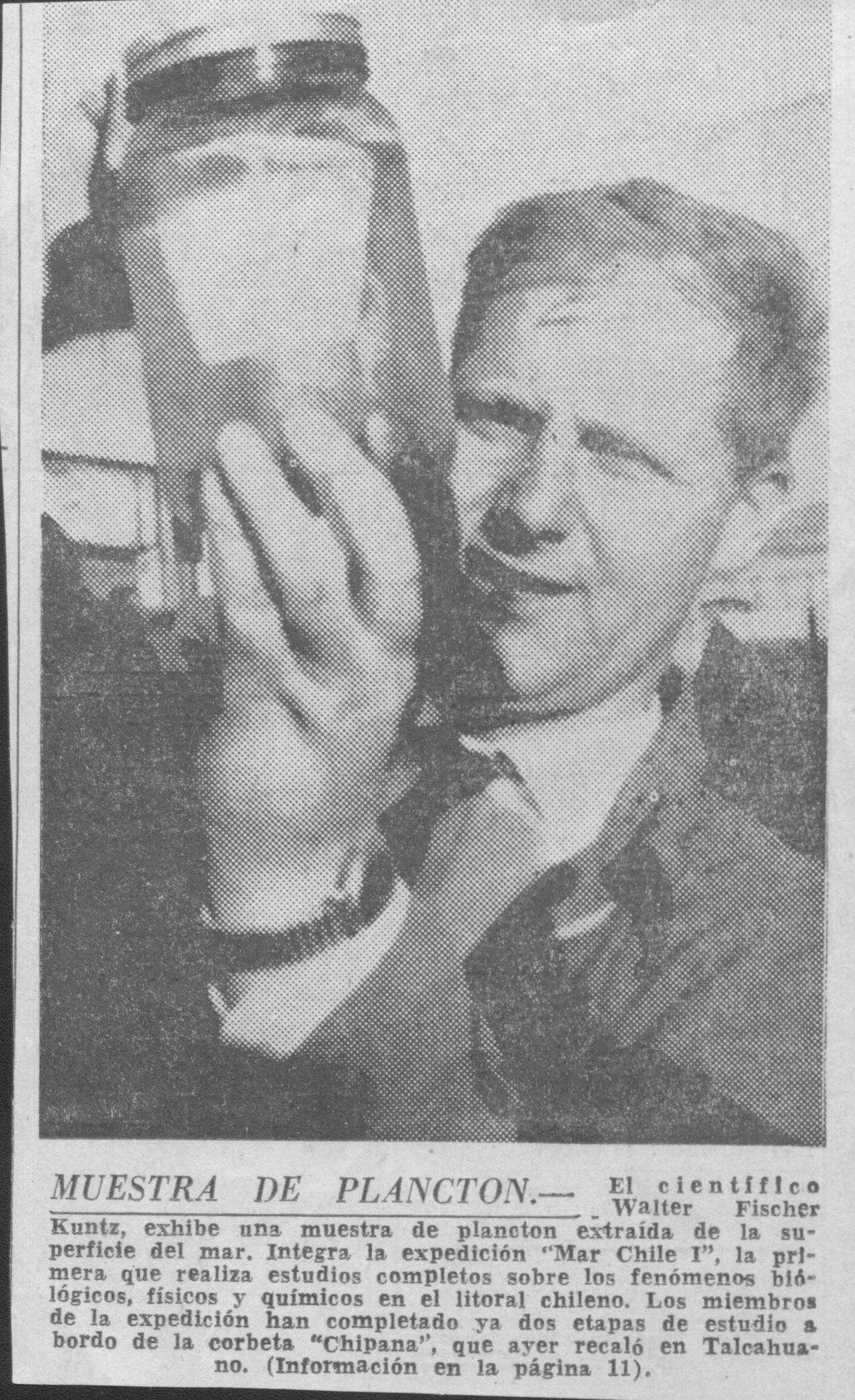
Walter Fischer mit Planktonprobe in Chile, ca. 1965

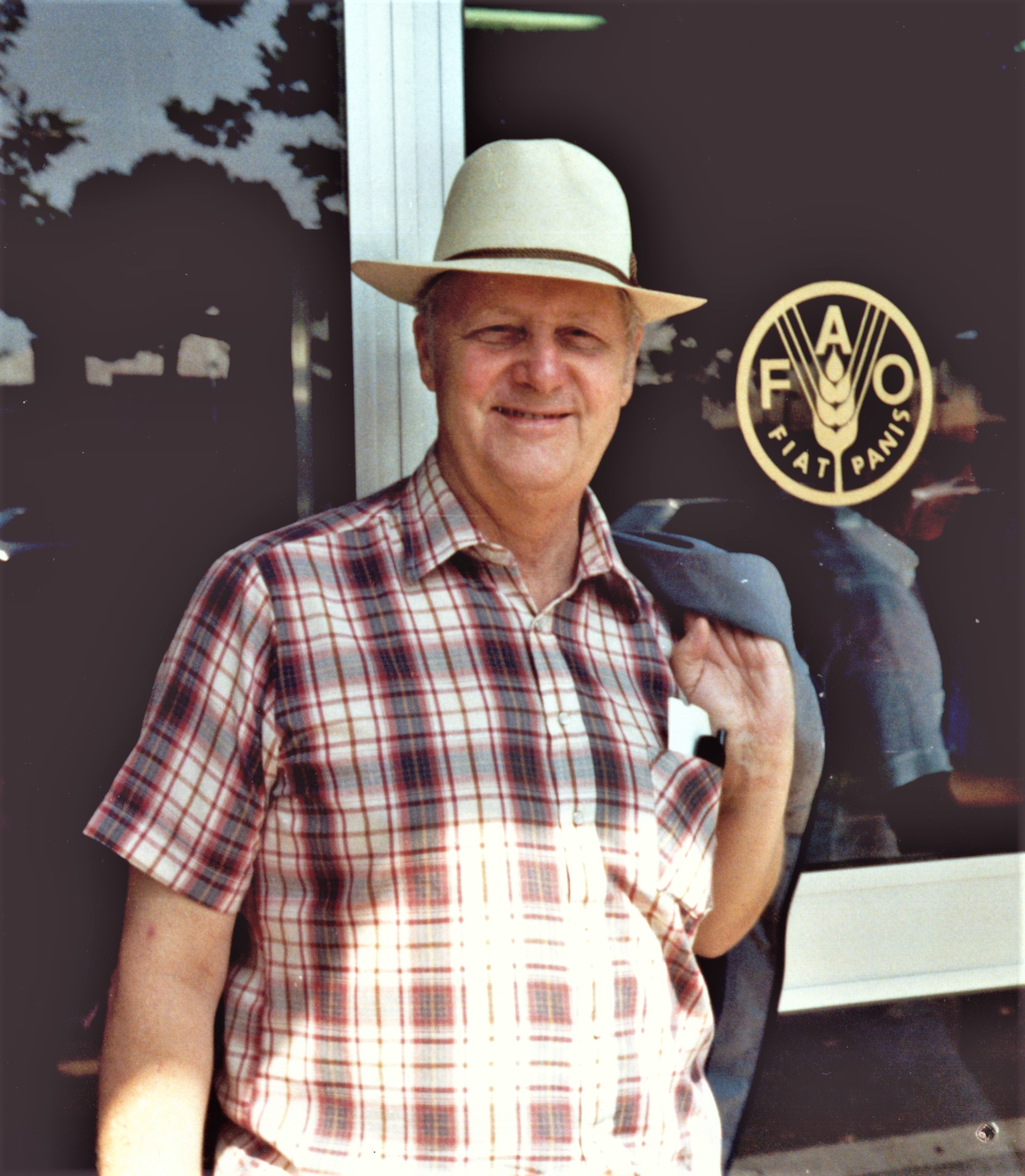
Walter Fischer vor dem Gebäude der FAO, 1990

Walter Fischer Kuntz ist, nach seinem zwei Jahre älteren Bruder Hans, der jüngere Sohn des Geschäftsmannes Hans Werner Fischer und der Hausfrau Hedwig Kuntz, die kurz nach seiner Geburt starb. Walter Fischer studierte zunächst Tiermedizin in Chile, dann Meeresbiologie in Deutschland. 1956 heiratete er die Biologie-Doktorandin Marlies Sofie Emilie Gerhardt (1928–2019) und zog mit ihr im selben Jahr nach Chile zurück. Die beiden bekamen drei Kinder: Johanne (1957), Sigrid (1959) und Wolfgang (Lobito, 1960). 1969 zog Walter Fischer aus beruflichen Gründen mit seiner Familie nach Rom. Mitte der 90er Jahre setzten sich die Eheleute in Hofgeismar in Deutschland zur Ruhe.

## Schaffen
Fischer war zunächst Veterinärmediziner in Chile, begann aber 1954 mithilfe eines Stipendiums ein Studium der Meeresbiologie an der Universität Hamburg, wo er 1962 mit einer Dissertation über die Ökologie von Fischen im Mündungsgebiet des Flusses Bío Bío bei Concepción, Chile, promovierte. Zwischen 1956 und 1969 arbeitete er als Wissenschaftler und Dozent an der Universidad de Valparaíso und deren meeresbiologischen Forschungsstation in Montemar (hier von 1962 bis 1964 als Direktor). Nachdem er im Auftrag der UNESCO und der FAO (Food and Agriculture Organization of the UN, Welternährungsorganisation) in verschiedenen Ländern tätig war (UdSSR, Indien und Sierra Leone), nahm er eine Stelle als Fischereiexperte bei der FAO in Rom an, wo er bis zu seiner Pensionierung 1994 arbeitete und den Rang eines Senior Fishery Resources Officer erreichte (P5).
Walter Fischer hat sich vor allem als Begründer des Fischbestimmungsprogrammes der FAO, des Species Identification and Data Program (SIDP; heute: FAO FishFinder), einen Namen gemacht. Er führte dieses 1972 ein, um die Qualität der nationalen, regionalen und somit globalen FAO Fischereistatistiken zu verbessern und ganz allgemein die Fischereiforschung und -datensammlung zu fördern. Die korrekte Bestimmung von Arten ist von großer Bedeutung für die Fischereistatistik, die wiederum für eine nachhaltige Bewirtschaftung von Fischbeständen unverzichtbar ist. Im Laufe seiner Arbeit war es Walter Fischer klar geworden, dass die Bestimmung von Fischarten in vielen Regionen mangelhaft war, was den Wert der von der FAO publizierten globalen Fischereistatistiken erheblich minderte. Vor allem in Entwicklungsländern fehlte es unter anderem an (zugänglichem) Wissen über die lokal vorkommenden Arten sowie an taxonomischen Grundkenntnissen der für die fischereiliche Datensammlung zuständigen Personen. Dazu herrschte große Verwirrung durch die unterschiedlichen lokalen Namen für fischereilich genutzte Arten, wobei einerseits derselbe Name für vollkommen verschiedene Arten benutzt werden kann, andererseits dieselbe Art bereits in benachbarten Gebieten unter einem anderen Namen bekannt sein kann. Walter Fischer beschloss daher, Bestimmungsmaterialien zu entwickeln, die den betroffenen lokalen Behörden und Fischereiarbeitern bei der Überwindung dieser Probleme helfen würden. Seine Überzeugung, dass eine korrekte Bestimmung von Fischarten von grundlegender Bedeutung für eine nachhaltige Fischerei sind, war so groß, dass er wegen der anfänglichen Widerstände seiner Vorgesetzten die ersten Bestimmungsbücher großenteils in seiner Freizeit zuhause erstellte. Wichtige Komponenten der von dem Programm hervorgebrachten Artenführer sind:
- die von professionellen Zeichnern unter Anleitung von Taxonomen erstellten wissenschaftlichen Zeichnungen der Organismen
- die möglichst vollständige Erfassung der lokalen, umgangssprachlichen Namen der Organismen zur Erleichterung der korrekten Artbestimmung durch Laien (z. B. staatlicher Fischereistatistiker)
- die Festlegung von international verbindlichen englischen, französischen und spanischen Artennamen[6] für die globalen Fischereistatistiken der FAO
- die unter mühevoller Arbeit herausgearbeiteten Bestimmungsschlüssel, die für jede Region oder Artengruppe neu erstellt werden müssen
- die Verbreitungskarten,[7] die von Experten aufgrund der gesichteten Exemplare einer Art erstellt werden

Die von FishFinder (SIDP) produzierten Artenführer bilden bis heute die Grundlage für die Artenbestimmung der Fischfänge in sehr vielen Ländern und Regionen und die veröffentlichten Zeichnungen, Schlüssel und Daten unterstützen und ermöglichen die erfolgreiche Existenz von wichtigen biologischen und taxonomischen Internet-Plattformen, wie beispielsweise FishBase, WoRMS, IUCN Rote Liste. Insbesondere die bereits 1986 von Walter Fischer und seinem Team begonnene elektronische Datenbank SPECIESDAB war hierfür sehr bedeutungsvoll und spendete FishBase die meisten seiner veröffentlichten Daten. Bis heute bildet FAO FishFinder (SIDP) eine bedeutende Datenquelle für FishBase, wo die vom FAO Programm generierten Informationen, eventuell ergänzt durch andere Veröffentlichungen, einer breiten Öffentlichkeit online zugänglich gemacht werden.
Walter Fischer arbeitete als Produzent, Herausgeber und Mitautor der FAO Fischführer und -kataloge mit zahlreichen renommierten Taxonomen aus der ganzen Welt zusammen und veröffentlichte bis zu seiner Pensionierung 1994 über 50 Werke (in vielen davon als Editor nicht im Titel genannt). Dabei handelt es sich vor allem um die folgenden Serien (siehe FAO FishFinder Publikationen):
- Regionale Artenführer, in denen alle kommerziell genutzten marinen Organismen einer Region beschrieben werden und ihre Identifikation durch Bestimmungsschlüssel ermöglicht wird. Bis heute gibt es regionale Guides für 9 große ozeanische Regionen.
- Nationale Artenführer für die Identifizierung von Fischarten eines bestimmten Landes, insbesondere für Entwicklungsländer konzipiert. Hier konnten bis heute etwa 25 Führer realisiert werden, insbesondere für afrikanische und asiatische Länder.
- Artenkataloge, d. h. globale Führer, die sich auf bestimmte Organismengruppen konzentrieren, meistens Ordnungen. Bisher wurden etwa 25 Kataloge veröffentlicht, die meisten davon noch unter der Leitung von Walter Fischer.
- Species Identification Cards, Taschenführer und Bordführer, kürzlich entwickelte Produkte mit Schwerpunkt auf Kompaktheit und Robustheit zur Identifizierung von Fischen im Feld, z. B. an Landeplätzen und an Bord von Fischereifahrzeugen.

Für seine Verdienste um die weltweite Bestimmung von Fischen, wurde 2007 ein westafrikanischer Speisefisch, Caranx fischeri, nach Walter Fischer benannt. Diese  Ehrung wurde von William Smith-Vaniz, der zusammen mit Kent Carpenter den Fisch gerade erstmals beschrieben hatte, bei einer Zeremonie in der FAO bekannt gemacht.

## Publikationen (Auswahl)
- Fischer, W., F. Krupp, W. Schneider, C. Sommer, K. Carpenter y V.H. Niem, 1995. Guía FAO para la identificación de especies para los fines de la pesca. Pacífico centro-oriental. Rome, FAO.
  - Plantas e invertebrados. Vol. I: 1-646 p.
  - Vertebrados - Parte 1. Vol. II: 647-1200 p.
  - Vertebrados - Parte 2. Vol. III: 1201-1813 p.
- Coppola, S.R., W. Fischer, L. Garibaldi, N. Scialabba and K.E. Carpenter. 1994. SPECIESDAB: Global species database for fishery purposes. User’s Manual. FAO Computerized Information Series (Fisheries) No. 9. FAO, Rome. 103 p
- Cervigón, F., R. Cipriani, W. Fischer, L. Garibaldi, M. Hendrickx, A.J. Lemus, R. Márquez, J.M. Poutiers, G. Robaina and B. Rodriquez. 1992/1993. FAO species identification sheets for fishery purposes.Field guide to the commercial marine and brackish-water resources of the northern coast of South America. Rome, FAO. 513 p. (English and Spanish)
- Fischer, W., I. Sousa, C. Silva, A. De Freitas, J.M. Poutiers, W. Schneider, T.C. Borges, J.P. Féral e A. Massinga. 1990. Fichas FAO de identificaçío de espécies para actividades de pesca. Guía de campo das espécies comerciais marinhas e de águas salobras de Moçambique. Roma, FAO. 1990.424 p.
- Bellemans M.; A. Sagna; W. Fischer; N. Scialabba. 1988. Fiches FAO d'identification des espéces pour les besoins de la péche. Guide des ressources halieutiques du Sénégal et de la Gambie (espéces marines et d'eaux saumâtres). Rome, FAO 1988. 227 p.
- Fischer, W., M.-L. Bauchot et M. Schneider (rédacteurs). 1987. Fiches FAO d'identification desespèces pour les besoins de la péche. (Révision 1). Méditerranée et mer Noire. Zone de péche 37.
  - Volume I. Végétaux et Invertébrés. Rome, FAO, Vol.2:1 - 760 p.
  - Volume II. Vertébrés. Rome, FAO, Vol.2:761- 1530 p.
- Fischer, W. and J.C. Hureau (eds). 1985. FAO species identification sheets for fishery purposes. Southern Ocean: Fishing Areas 48, 58 and 88 (CCAMLR Convention Area). Published in English, French and Spanish.
  - Vol. 1 [En] Seaweeds, Euphasiids, King crabs and Stone Crabs, Bivalves, Gastropods, Cephalopods, Hagfishes, Lampreys, Sharks and Batoid Fishes: 1-232 p.
  - Vol. 2 [En] Bony Fishes, Marine Mammals, Index of Scientific and Vernacular Family and Species Names. 233 - 470 p.
- Fischer W. & Bianchi G. (eds). 1984. FAO species identification sheets for fishery purposes. Western Indian Ocean (Fishing Area 51). Rome, Food and Agriculture Organization of the United Nations, vols. 1-6: pag. var.
- Fischer, W., Bianchi G. & W.B. Scott (eds). 1981. FAO species identification sheets for fishery purposes. Eastern Central Atlantic; fishing area 34, 47 (in part). FAO, Rome. Vol 1, Vol.2, Vol.3, Vol.4, Vol.5, Vol.6, Index.
- Fischer, W. 1976. The FAO species identification sheets programme: a common task for ichthyologists and fishery workers. Rev. Trav. Pêches Marit. 40(3/4):568-569
- Fischer, W. & P.J.P. Whitehead (Eds.) (1974) Rome, FAO, pag.var. FAO species identification sheets for fishery purposes. Eastern Indian Ocean (fishing area 57) and Western Central Pacific (fishing area 71). Volumes 1 to 4.
- Fischer Kuntz, Walter. 1966. La oceanología: sus tareas y perspectivas. Santiago: Editorial Universitaria. 66 Seiten.
- Fischer, W. 1963. Die Fische des Brackwassergebietes Lenga bei Concepción (Chile). Inauguraldissertation der Mathematisch‐Naturwissenschaftlichen Fakultät der Universität Hamburg 1962. Int. Revue.ges.Hydrobiol. 48.3: 419-511.
- Fischer, Walter. 1956. Untersuchungen über einen für die deutsche Bucht neuen parasitären Copepoden: Lecithomyzon maenadis Bloch & Gallien (Familie Choniostomatidae) an Carcinus maenas Pennant (Crustacea Decapoda). Helgoländer wissenschaftliche Meeresuntersuchungen, Vol. 5: 326–352.